# 盛岡南ドライビングスクール
盛岡南ドライビングスクールは、岩手県盛岡市にある株式会社西部産業が運営する岩手県公安委員会指定自動車教習所である（厚生労働省岩手労働局公認教育機関「盛岡建設機械講習センター」兼務）。

## 所在地
- 〒020-0866 盛岡市本宮字林崎1番地1
  - 開校当初は「モータースクール大宮」という名称だった。敷地内にあるホイールローダーにはその旧名称が見られる。

### 校舎
- 第1校舎
  - 1階
    - 受付
    - 技能実習受付や送迎バス予約のためののタッチパネル式コンピュータ3台（指静脈認証あり）
    - 自習席15席
    - 自習用コンピュータ5台（Windows 10）
    - 大型液晶テレビ1台

  - 2階
    - 学科用の教室（第1教室・第2教室・応急救護室）
    - シミュレータ室
- 第2校舎
  - 2階
    - 合宿生用休憩室（男女別）
      - 合宿生などの弁当はここに届く。
- 第3校舎
  - 2階（第3教室）
    - シミュレータ10台
    - 卓球台1台（シミュレータを使っていないときのみ使用できる）
    - 無線教習の際には教官がここにいて指示を出す。

### 本校周辺環境
- 国道46号盛岡西バイパス
- 岩手県道13号盛岡和賀線
- 岩手県道16号盛岡環状線
- 岩手県道293号本宮長田町線（杜の道）
- 東北自動車道
- 盛岡市立大宮中学校
- 志波城古代公園
- 「ゆいとぴあ盛南」地区

## 教習車種
第一種免許
- 普通車・原付
- 普通&大型自動二輪車
- 中型・準中型・大型・大型特殊・牽引
- 小型フォークリフト運転技能教習
- 小型移動式クレーン運転技能教習
- 玉掛け技能教習（実習で用いる呼子笛は本校で販売しておらず、事前に受講生各自で購入・持参。受講申込書は本校公式サイトよりダウンロード可）

第二種免許
- 普通・中型・大型

その他
- 本校は岩手県警より「飲酒取消処分者講習実施機関」指定を受けている。

## 関連会社
- 株式会社久慈自動車学校 - 姉妹校
- 株式会社盛岡西部農園
- 株式会社ぎんがの里（ぎんがの里保育園）